# Beeria flavipalpata
Beeria flavipalpata är en fjärilsart som beskrevs av Otto Staudinger 1896. Beeria flavipalpata ingår i släktet Beeria och familjen tofsspinnare. Inga underarter finns listade i Catalogue of Life.